# Байонет X

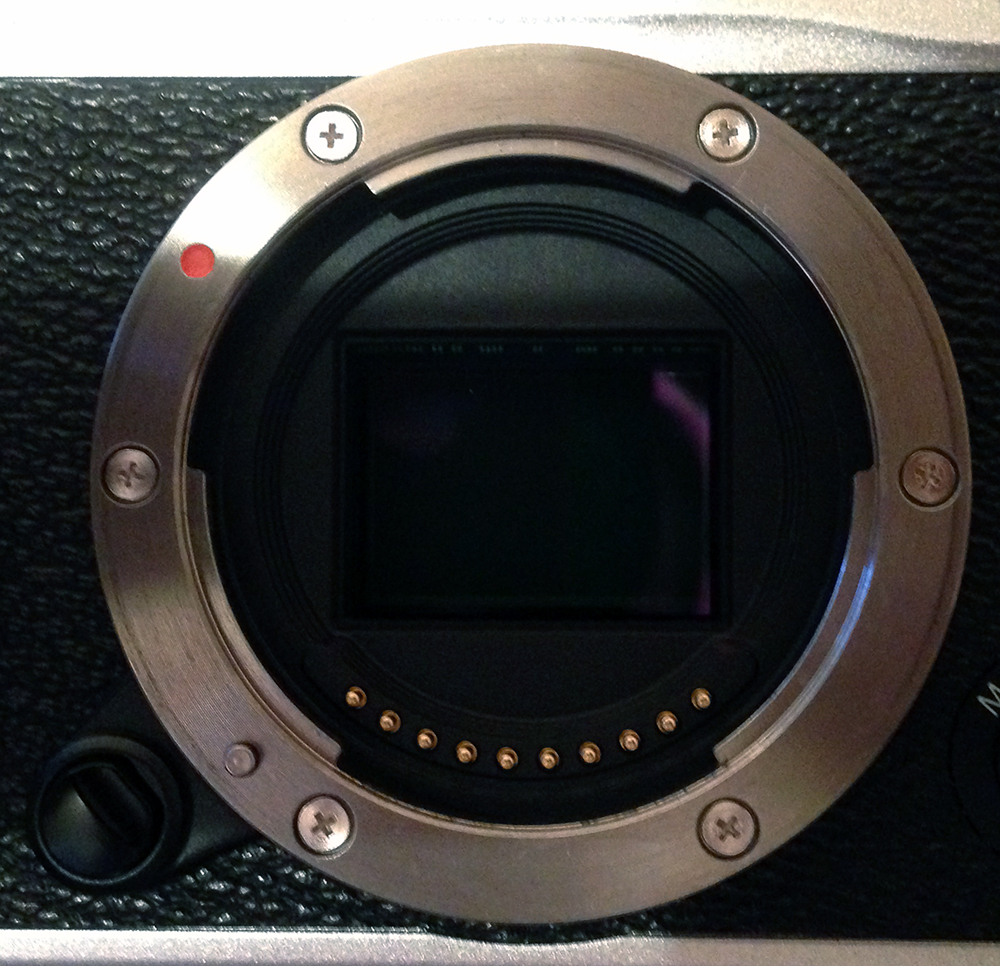
Байонет X на фотоапараті Fujifilm X-E1

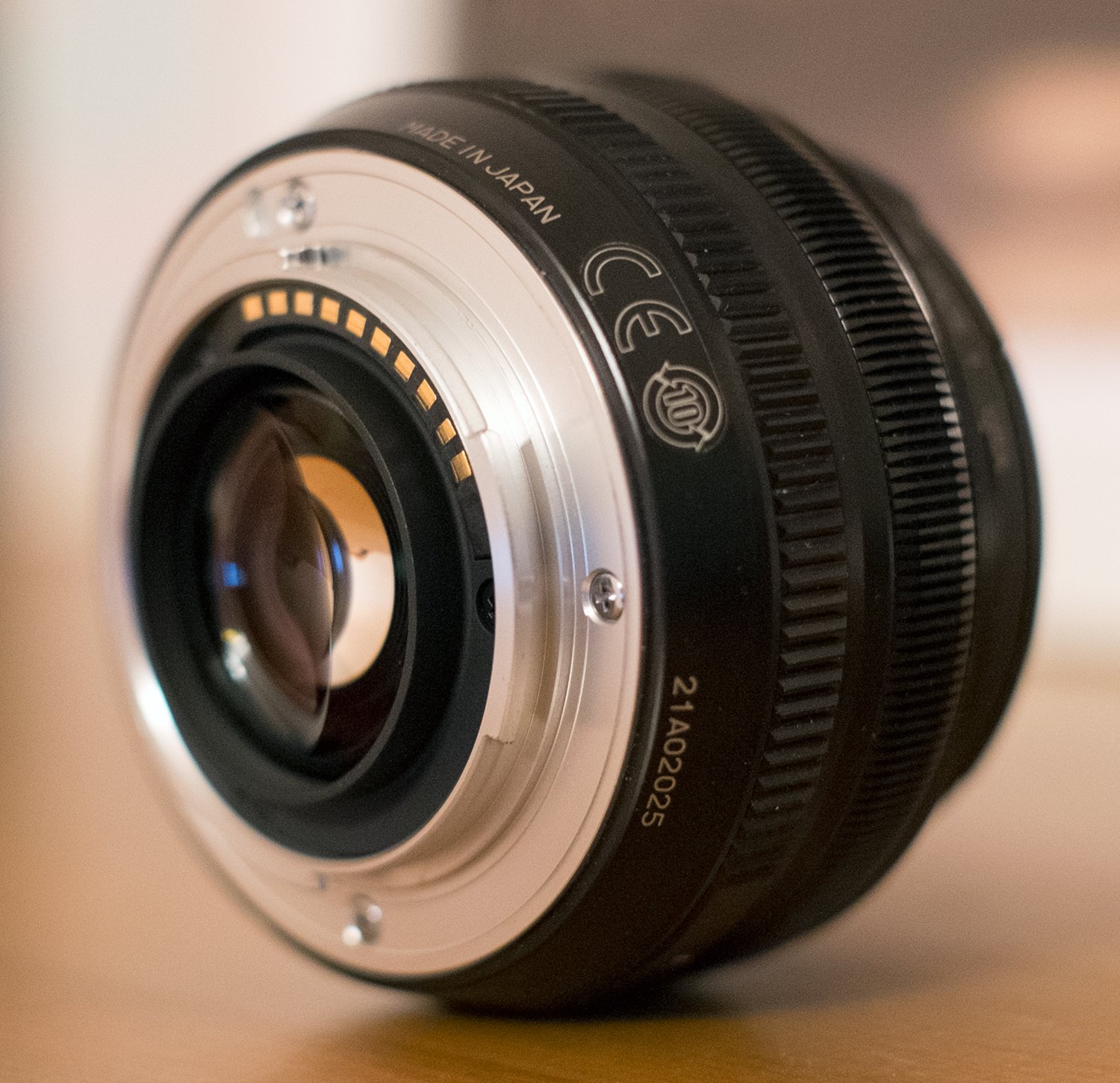
Кріплення об'єктива Fujinon XF 18 мм f/2.0 R

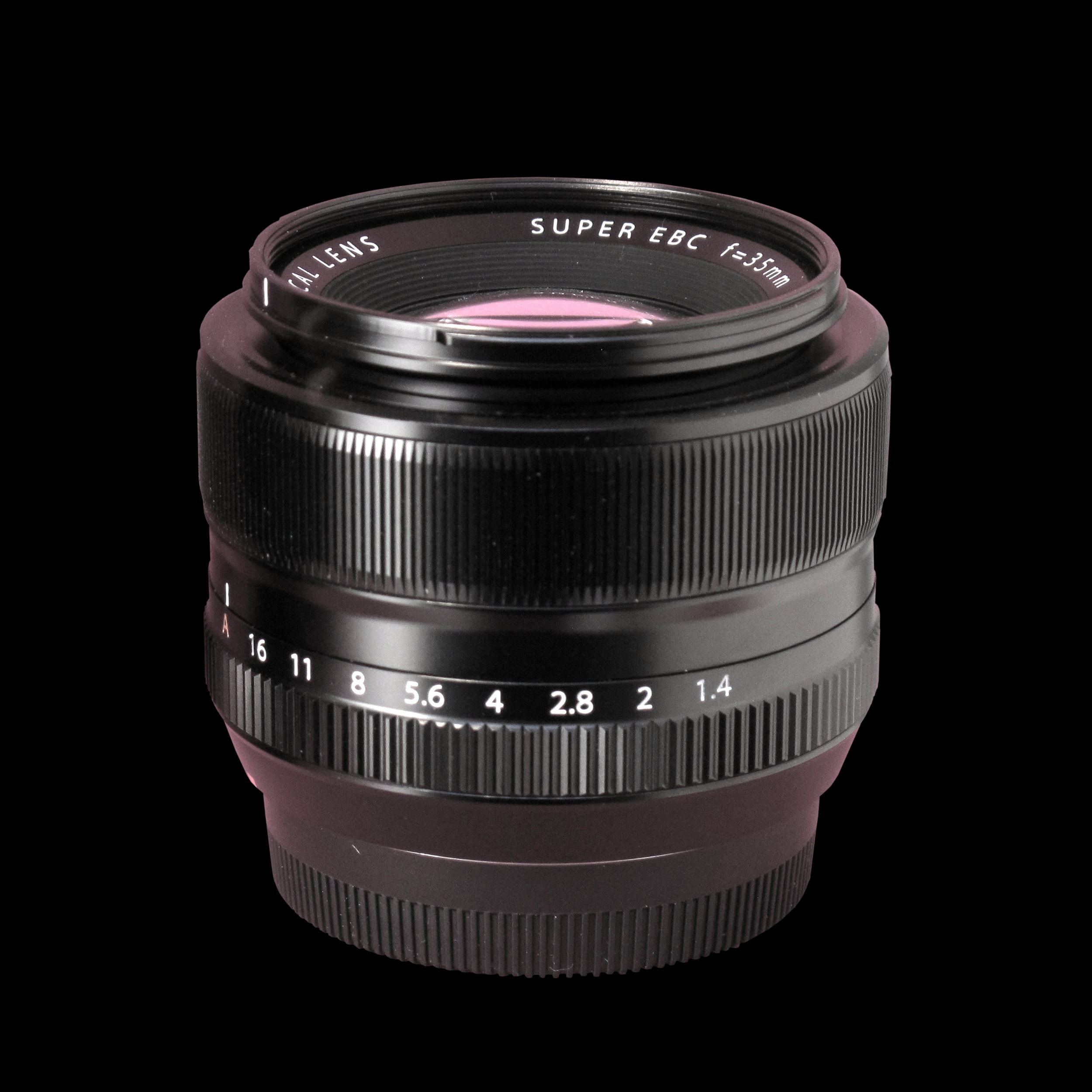
Об'єктив Fujinon 35 мм з байонетом X

Байонет Fujifilm X (фудзіфільм-ікс) — різновид кріплення фотооб'єктива й однойменна серія об'єктивів, розроблена компанією Fujifilm і застосовувана нею в бездзеркальних цифрових фотоапаратах зі змінними об'єктивами. Представлений 2012 року разом з фотоапаратом Fujifilm X-Pro1.
Робочий відрізок для об'єктивів з таким байонетом становить 17,7 мм. Тип кріплення - пелюстковий (використовується три несиметричних спрямованих всередину пелюстки). Широкий отвір дає можливість змістити об'єктив усередину корпусу ще на 7,5 мм. Одержаний короткий задній фокус дозволяє звести до мінімуму падіння освітленості на краях кадру, тоді як роздільна здатність підтримується від краю до краю. Така конструкція дозволяє використати в об'єктиві задню лінзу більшого розміру, що дає змогу зменшити розміри самого об'єктива.
Байонет забезпечує обмін інформацією між камерою і об'єктивом, управління приводом автофокуса і  діафрагмою через 10 електричних контактів.

## Фотоапарати з байонетом X
Станом на серпень 2018 року байонет X використовувався на фотоапаратах Fujifilm: X-H1, X-Pro1, X-Pro2, X-T1, X-T2, X-T10,  X-T20,X-T30, X-T100, X-E1, X-E2, X-E2S, X-E3, X-M1, X-A1, X-A2, X-A5, X-A3, X-A10.

## Об'єктиви з байонетом X
Поточний модельний ряд об'єктивів охоплює фокусні відстані від 14 до 230 мм (21 - 345 мм ЕФР). Кроп-фактор для всіх моделей становить 1,5.
Всі об'єктиви з байонетом X мають повністю електронне управління фокусуванням і діафрагмою. Зум-об'єктиви обладнано механічним приводом трансфокатора.